# Домброва (Остроленцький повіт)
Домброва (пол. Dąbrowa) — село в Польщі, у гміні Бараново Остроленцького повіту Мазовецького воєводства.
Населення — 141 особа (2011).
У 1975-1998 роках село належало до Остроленцького воєводства.

## Демографія
Демографічна структура станом на 31 березня 2011 року:
|          | Загалом | Допрацездатний вік | Працездатний вік | Постпрацездатний вік |
| -------- | ------- | ------------------ | ---------------- | -------------------- |
| Чоловіки | 73      | 20                 | 45               | 8                    |
| Жінки    | 68      | 20                 | 37               | 11                   |
| Разом    | 141     | 40                 | 82               | 19                   |